# 赵诚
赵诚（1899年—1959年），又名赵壁诚，曾用名额尔敦赛音、赵子和、张来运，蒙古族，绥远土默特旗（今内蒙古自治区土默特左旗毕克齐镇）鸟儿素村人。中华民国大陆时期及中华人民共和国政治人物。

## 生平
1923年8月，赵诚进入北京蒙藏学校初中部学习。同年冬，赵诚由赵世炎、李渤海介绍，参加中国社会主义青年团，后于1925年1月转为中国共产党党员。1925年11月，赴苏联莫斯科东方大学留学。1930年春，赵诚自莫斯科东方大学毕业。1930年8月，赵诚到蒙古人民共和国任职。
1939年，中共土默特工委成立后，赵诚出任委员。1940年，赵诚在韩五所部“防共二师”从事地下工作。1940年8月，回到大青山抗日游击根据地。1941年5月，赵诚奉派赴延安，在蒙古文化促进会工作。
中华人民共和国成立前夕，赵诚任中共伊克昭盟党组书记、伊克昭盟自治政务委员会第一副主任兼伊克昭盟法院院长。
1951年6月起，赵诚任内蒙古自治区人民委员会委员、内蒙古自治区高级人民法院院长、内蒙古自治区第二届人民代表大会代表。任内蒙古自治区高级人民法院院长期间，由于劳累过度，于1959年11月4日在北京病逝，享年60岁。

## 家人
- 妻子：云兰
- 女儿：云曙芬
- 儿子：赵如意（1950-）：2001年至2007年任巴彦淖尔盟人民检察院检察长，后调内蒙古自治区人民检察院任副厅级检察员、国家二级高级检察官。[2]